# Skvalpören
Skvalpören är en ö i Finland. Den ligger i Bottenviken och i kommunen Karleby i den ekonomiska regionen  Karleby i landskapet Mellersta Österbotten, i den nordvästra delen av landet. Ön ligger nära Karleby och omkring 420 kilometer norr om Helsingfors.
Öns area är 4,4 hektar och dess största längd är 460 meter i sydöst-nordvästlig riktning.